# Лимузен
 Тази статия е за административния регион на Франция.  За историческата провинция вижте Лимузен (провинция).  
Лимузен е един от регионите на Франция до 2016 г., когато е включен в новосъздадения регион Аквитания-Лимузен-Поату-Шарант.
Населението му е 727 000 жители (към 1 януари 2007 г.), а площта 16 942 km². По население Лимузен е на предпоследно място, преди Корсика, в европейската част на Франция. Град Лимож е административен център на региона. Лимузен е съставен от 3 департамента. Средната височина на региона надвишава 350 m н.в. Регионът е селскостопански.